# V/STOL

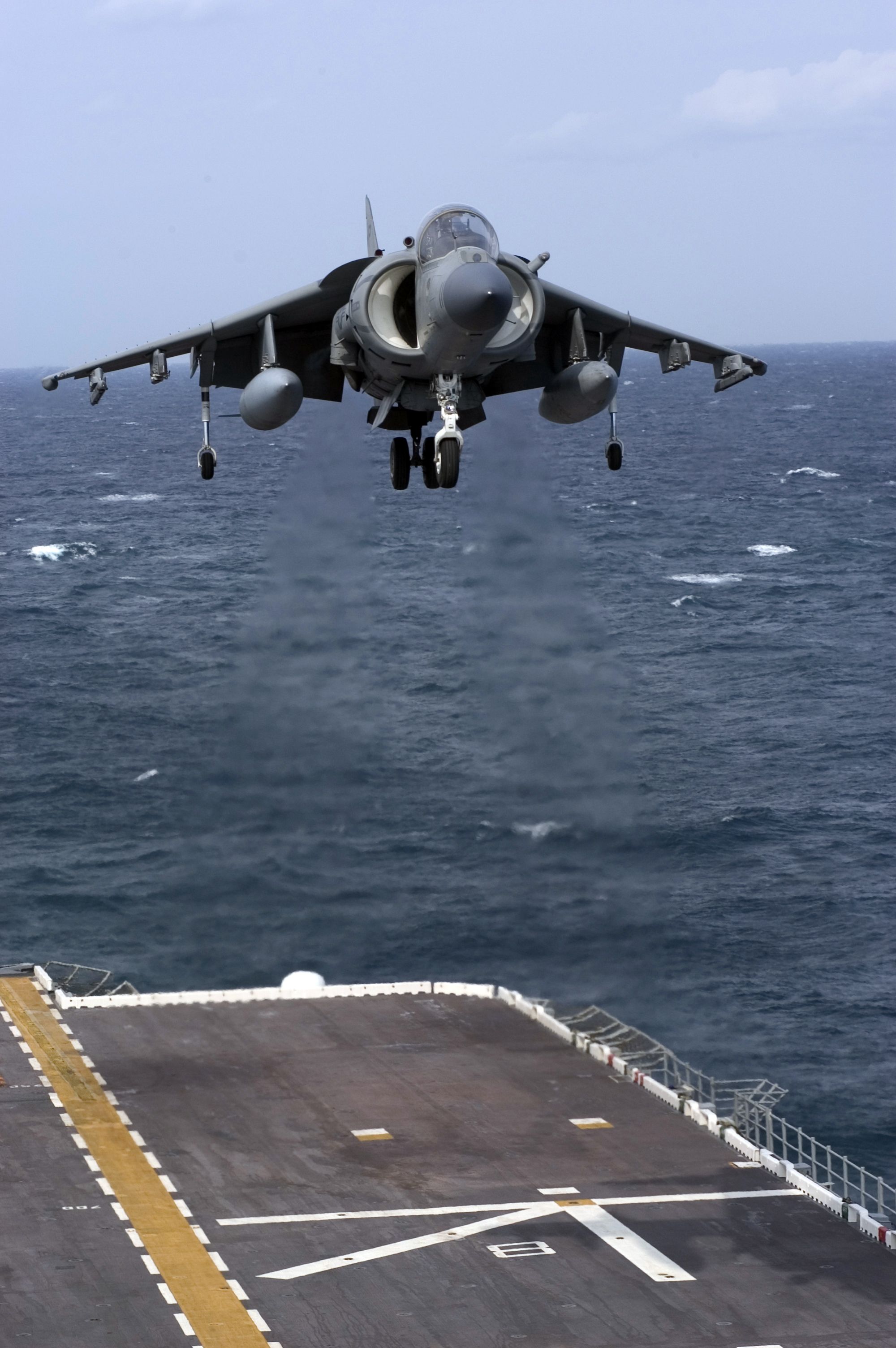
Un AV-8B Harrier II, in fase di atterraggio sulla portaerei USS Nassau

Un velivolo a decollo e atterraggio corti o verticali, noto come STOVL (acronimo inglese di Short Take-Off and Vertical Landing; in francese aéronef à décollage et atterrissage courts ou verticaux, in sigla ADACV), è sostanzialmente un aeromobile sia STOL sia VTOL. La definizione NATO è:
(NATO, AAP-06 Edition 2016 - NATO GLOSSARY OF TERMS AND DEFINITIONS (ENGLISH AND FRENCH))

## Descrizione
I V/STOL vennero originariamente sviluppati per permettere l'impiego di aerei jet che potessero partire da spiazzi nelle foreste, eliminando la dipendenza da piste soggette a venire danneggiate, o da piccole portaerei che in precedenza erano in grado di trasportare solo elicotteri.
I V/STOL sono stati rimpiazzati in popolarità dagli STOVL, perché questi riducono la quantità di spinta richiesta per sollevare da terra un aereo a pieno carico, e quindi permettono di trasportare un carico maggiore. Ad esempio, l'Harrier non è in grado di decollare in verticale a pieno carico di armi e carburante, e viene quindi usato come uno STOVL quando possibile.